# Никсонова доктрина
Никсонову доктрину прокламовао је амерички председник, републиканац Ричард Никсон на конференцији за штампу у Гваму 25. јула 1969. године.
Према овој доктрини САД су очекивале да ће се њене савезнице у будућности саме бринути о својој војној одбрани, нарочито у економском смислу. Доктрина је била наставак вијетнамизације Вијетнамског рата којег је започео Линдон Џонсон у марту 1968. године. Замисао је била да ће на овај начин Јужни Вијетнам делимице преузети одговорност за Вијетнамски рат, тако да би САД једног дана могле повући натраг своје трупе. Према доктрини, борба за мир би се изводила у заједништву са савезницима.
У Никсоновом говору нацији о рату у Вијетнаму 3. октобра 1969. ове тезе су изнесене на следећи начин:
- Као прво, САД ће поштовати све одредбе договора који су до тада склопљени.
- Као друго, САД ће испоштовати одбрамбени штит, ако би нека атомска велесила запретила једној савезници, или пак једној држави чији је опстанак био важан за сигурност САД.
- Као треће, САД би у другим ситуацијама потпомогле војно и економски своје савезнице ако би то било потребно или договорено са савезницама.

Али у случају претње према једној савезници она би била та која би одговарала за већину ресурса за одбрану.
Никсонови саветници бојали су се да би делимично повлачење америчких војних снага могло омогућити брзу победу снага Северног Вијетнама. То би се могло схватити као увредљив пораз САД и то је једино могло да се избегне ако би се састала мирновна конференција, што се и десило у Паризу.
Никсонов покушај притиска на Северни Вијетнам означен је на крају као Madman Theory (срп. теорија луђака). Боб Халдман, један од главних америчких преговарача сматрао је Никсона психички слабим и фанатичним у својој мржњи комунизма и да би био у стању користити атомско наоружање против Северног Вијетнама.
Доктрину је Ричард Никсон применио у Персијском заливу с војном помоћи Ирану и Саудиској Арабији пошто су се ове америчке савезнице сматрале важнима за одржавање мира и стабилности у регији.
Према Мајклу Клеру, писцу књиге Blood and oil, Никсонова доктрина је отворила врата војном учешћу савезничких држава у Персијском заливу, што ће касније помоћи успостави Картерове доктрине и касније директном мешању САД у Кувајтском као и у Ирачком рату.